# Столетие геноцида армян
Столетие геноцида армян (арм. Հայոց ցեղասպանության 100-րդ տարելից) отмечалось 24 апреля 2015 года. 24 апреля 1915 года считается началом геноцида армян и широко известно как Красное воскресенье, когда были осуществлены депортация и казнь многих армянских интеллектуалов.
День памяти жертв геноцида армян впервые отмечался 24 апреля 1919 года в Константинополе.
Событие произошло в свете продолжающегося отрицания геноцида армян Турции.

## Предшествующие события

### Армения
23 апреля 2011 года указом президента была учреждена государственная комиссия по координации мероприятий, посвященных 100-летию геноцида армян. Её возглавил директор Музея-института Геноцида армян Айк Демоян. Первое заседание комиссии состоялось 30 мая 2011 года под председательством президента Сержа Саргсяна.
Заместитель министра иностранных дел Армении Шаварш Кочарян заявил в июне 2012 года, что «начатые усилия важны не только для нашей страны и диаспоры, но и для всего мира. Безнаказанные преступления против человечности и их отрицание создают благодатную почву для повторения подобных событий». Он утверждал, что «отрицая Геноцид, руководство современной Турции напоминает правительство Османской Турции, которое совершило геноцид».
5 июля 2013 года во время форума армянских юристов в Ереване, посвященного годовщине геноцида, организованного министерством диаспоры, генеральный прокурор Армении Агван Овсепян сделал «сенсационное заявление»:
Действительно, Республике Армения следует вернуть утраченные территории, а жертвы Геноцида армян должны получить материальную компенсацию. Но все эти претензии должны иметь веские правовые основания. Я твердо верю, что потомки геноцида должны получить материальную компенсацию, церкви, чудом сохранившиеся на территории Турции, и церковные земли должны быть возвращены Армянской церкви, а Республика Армения должна вернуть свои утраченные земли.
Согласно информационному агентству «ArmeniaNow.com», это было воспринято как первая территориальная претензия Армении к Турции, сделанная на официальном уровне. Генеральный прокурор является носителем высшей юридической власти в стране, и его заявление эквивалентно официальному заявлению. Киро Маноян, директор Международного секретариата бюро Армянской революционной федерации (Дашнакцутюн) в Ереване, прокомментировал это развитие событий, заявив, что пока невозможно сказать, что Армения предъявила официальные претензии Турции.
В ответ Министерство иностранных дел Турции 12 июля 2013 года опубликовало заявление, в котором говорится, что заявление Овсепяна:
…отражает преобладающий в Армении проблемный менталитет в отношении территориальной целостности соседней Турции и турецко-армянских отношений, а также противоречит обязательствам, взятым на себя перед международными организациями, членом которых она является, в частности ООН и ОБСЕ. Следует хорошо понимать, что никто не может претендовать на землю у Турции.
Оппозиционный политик и кандидат на президентских выборах 2013 года Раффи Ованнисян заявил, что:
100-летие не означает прекращения борьбы. Борьба продолжается. 100-летие — это не срок давности; оно отмечает разрыв, который должен вынудить Турцию решить между выплатой компенсаций без предварительных условий и признанием победы армянского народа.
Вардан Осканян, министр иностранных дел Армении с 1998 по 2008 год, заявил в 2013 году, что он:
…отметил изменение акцентов нашего политического, духовного сообщества и общества в целом. Пора перейти от признания Геноцида к устранению его последствий. Это значит быть амбициозным в защите своих прав, в претензиях на компенсацию материальных, духовных, интеллектуальных и моральных потерь.

### Армянская диаспора

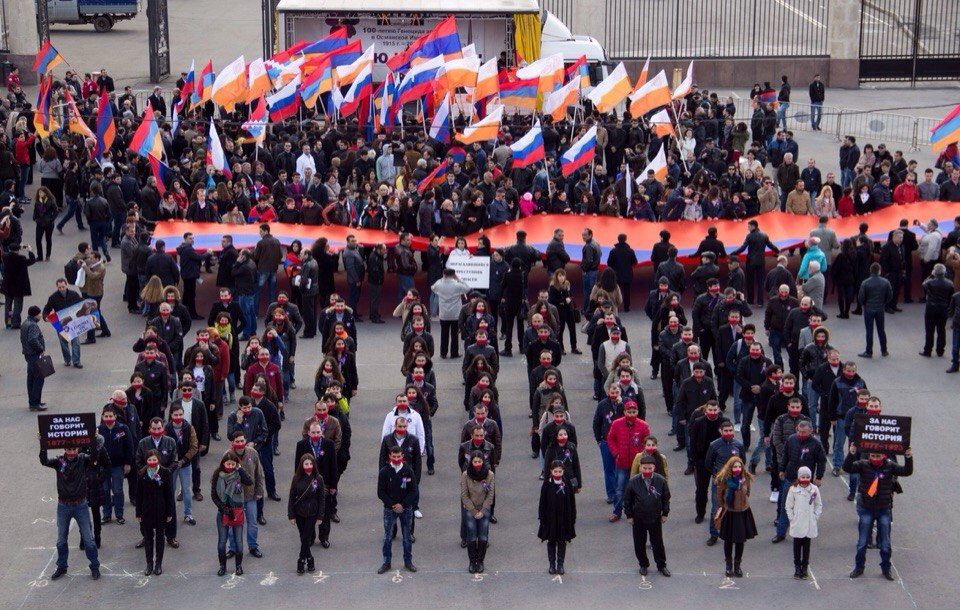
Митинг памяти в Москве, 24 апреля 2015

Католикос Киликии Арам I, проживающий в Ливане, заявил в мае 2011 года, что 100-летие геноцида — «не обычная дата» и что армянские организации и учреждения «должны тщательно обдумать наши действия и слова». Он высказал мысль о «необходимости изменить наше поведение» и призвал Армению:
…действовать как государство, тогда как диаспора должна более четко ставить свои задачи, а все армяне должны объединяться. Требование нашего народа о признании Геноцида армян должно быть представлено миру. Нам нужно объединиться и говорить только о наших требованиях.
Он продолжал объяснять:
На протяжении 100 лет мы подчеркивали память о Геноциде. Мы зажигали свечи, устраивали памятные вечера, издавали книги. Эти важные мероприятия наполнят нашу молодежь священным заветом и душами наших мучеников. Тем не менее, мы не должны сосредотачиваться только на этом предмете. На протяжении 100 лет мы напоминали людям демонстрациями, лоббированием и повышением голоса. Мы стремимся продолжить эту деятельность с разными подходами. Однако совершенно необходимо подчеркнуть наши требования о реституции.
Американский писатель армянского происхождения Арут Сасунян утверждает, что «турецкое правительство и его агенты внимательно следят за всеми объявленными армянскими планами, поэтому Анкара могла бы подготовить свои контрмеры на ожидаемое армянское „цунами“». По его словам, Турция будет пытаться противостоять предстоящим мероприятиям, посвященным столетию геноцида.

#### Память

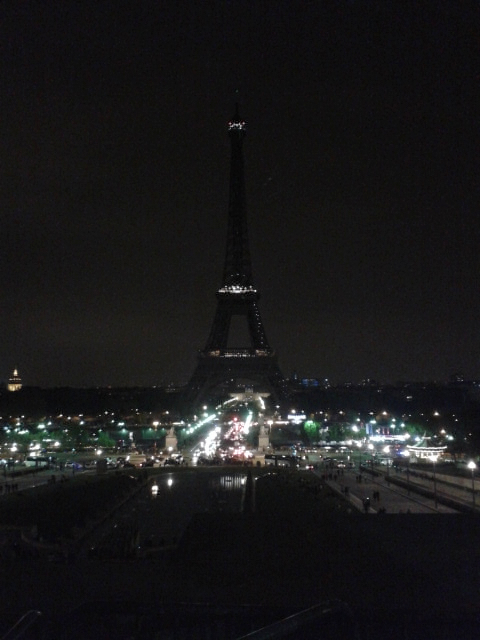
Эйфелева башня потемнела в ознаменование 100-летия Геноцида армян.

В июле 2013 года в Монтевидео, Уругвай, началось строительство Музея геноцида армян. Уругвай, который был первой страной, официально признавшей Геноцид армян в 1965 году, стал первой страной, помимо Армении, построившей музей, посвященный Геноциду армян, «по инициативе государства».
Ожидалось, что Министерство образования и культуры вместе с армянской общиной Уругвая завершат строительство музея к 100-летию геноцида.
В сентябре 2013 года городской совет Пасадены одобрил предложение о создании мемориала геноцида, который, как ожидается, будет завершен к 24 апреля 2015 года.
Ожидалось, что Американский музей геноцида армян в Вашингтоне откроется в 2015 году. Кроме того, ожидается, что Мемориал геноцида в Монтебелло в Калифорнии в 2015 году станет исторической достопримечательностью, совпадающем со столетием геноцида.

## Реакция

### Армянская церковь
23 апреля 2015 года Армянская апостольская церковь провела церемонию возле Эчмиадзинского собора в Вагаршапате, чтобы канонизировать жертв Геноцида армян. Церемония была приурочена к началу убийств и завершилась в символическое время 19:15 100-кратным звонком колокола. Армянские церкви по всему миру также 100 раз звонили в колокол в 19:15 по местному времени. Церемония, в результате которой было создано около 1,5 миллиона новых святых, стала первой канонизацией за 400 лет. Католикос Гарегин II заметил: «Канонизация мучеников геноцида приносит новое дыхание, благодать и благословение в нашу национальную и церковную жизнь. Кровь армянского мученика за Христа положила печать непоколебимой веры и патриотизма на песках пустыни». Среди присутствовавших на крупнейшей канонизации в истории был президент Серж Саргсян.

### Турция
Несмотря на то, что до этой вехи осталось два года, в 2015 году страна [Турция] уже задается вопросом, как будут относиться к годовщине: как шанс для примирения и полного признания массовых убийств, совершенных Османской армией, или как повод для усиления напряжённости и ненависти.
Реакция официальных лиц
В обращении к турецким посланникам премьер-министр Турции Реджеп Тайип Эрдоган заявил:
Мы все должны быть готовы, чтобы события 1915 года можно было рассматривать объективно, научно и реалистично. Армянская диаспора готовится превратить события 1915 года в политическую кампанию, [искажая] историческую действительность. В отличие от этой политической кампании, мы будем твердо противостоять им, выделяя исторические и научные данные.
Реакция других лиц
По словам турецкого журналиста Мехмед Али Биранда:
Армяне почти подходят к концу в своих претензиях на геноцид. Они заставили мир принять их требования, работая непрерывно, как трудолюбивые муравьи в течение 100 лет. Пока они объясняли свою боль и то, что им пришлось пережить, мы даже не обсуждали между собой, что произошло. Мы зарылись в песок и достигли этих дней. Мы не могли ответить убедительно. Мы проиграли дело.
Исхак Алатон, турецкий бизнесмен, заявил в 2012 году, что:
Извинения — признак зрелости, и Турции пора повзрослеть… Осталось немного времени до 2015 года, когда Турция столкнется с масштабной кампанией армянского лобби, которое утверждает, что это будет 100-й год геноцида армян.
Журналист Хасан Джемаль, который является внуком Джемаля-паши, одного из главных виновников геноцида, заявил в 2013 году, что «Турция как государство должна извиниться перед армянами».